# Taka-Töölö
Taka-Töölö (finnisch) oder Bortre Tölö (schwedisch) („hinteres Töölö“) ist ein Stadtteil (kaupunginosa) und Stadtbezirk (peruspiiri) der finnischen Hauptstadt Helsinki.
Taka-Töölö liegt nördlich des Stadtteils Etu-Töölö, von dem es durch den Park Hesperian esplanadi getrennt ist. Weitere angrenzende Stadtteile sind Alppiharju und Kallio im Westen und Meilahti, Laakso und Pasila im Norden. Südöstlich des Stadtteils befindet sich die Bucht Töölönlahti, westlich die Bucht Hietaniemenlahti. Die Grenze zu Alppiharju und Kallio wird durch die Eisenbahnlinien zwischen den Bahnhöfen Pasila und Hauptbahnhof definiert, während die Nordenskiöldinkatu den Stadtteil von Laakso und Pasila abgrenzt. Die gemeinsame Grenze mit Meilahti verläuft in der Stenbäckinkatu.
Das Gebiet wurde noch bis zum Anfang des 20. Jahrhunderts landwirtschaftlich genutzt. Der Großteil der Bebauung Taka-Töölös stammt aus den 1920er und 1930er Jahren. Der Stadtteil selbst lässt sich in die Gebiete westlich und östlich der Straße Mannerheimintie aufteilen. Während sich westlich von ihr rund um den Sibelius-Park Wohnquartiere befinden, bildet das Olympiastadion Helsinki das Zentrum vom Osten Taka-Töölös. Daneben stehen hier auch das 2000 eröffnete Sonera Stadium, die Sporthalle Töölön kisahalli, in der bei den Olympischen Sommerspielen 1952 Wettkämpfe im Turnen, Ringen, Boxen, Gewichtheben und die Finalspiele im Basketball ausgetragen wurden, sowie die 1966 eröffnete Eishalle Helsingin Jäähalli.

## Verkehr
Die beiden wichtigsten Straßen Taka-Töölös sind die aus Etu-Töölö kommenden Straßen Mannerheimintie und Mechelininkatu. Auf der Höhe des Sonera Stadiums kreuzen sich die beiden Straßen. Der Mannerheimintie verläuft in nordwestliche Richtung nach Meilahti, während die Mechelininkatu in die Nordenskiöldinkatu übergeht und nach Pasila führt. Es führen Straßenbahnlinien auf der Mannerheimintie und der Runeberginkatu im Süden sowie nördlich und südlich des Sportkomplexes um das Olympiastadion. Die nächsten Bahnhöfe sind der Hauptbahnhof Helsinki und der Bahnhof Pasila.

## Galerie

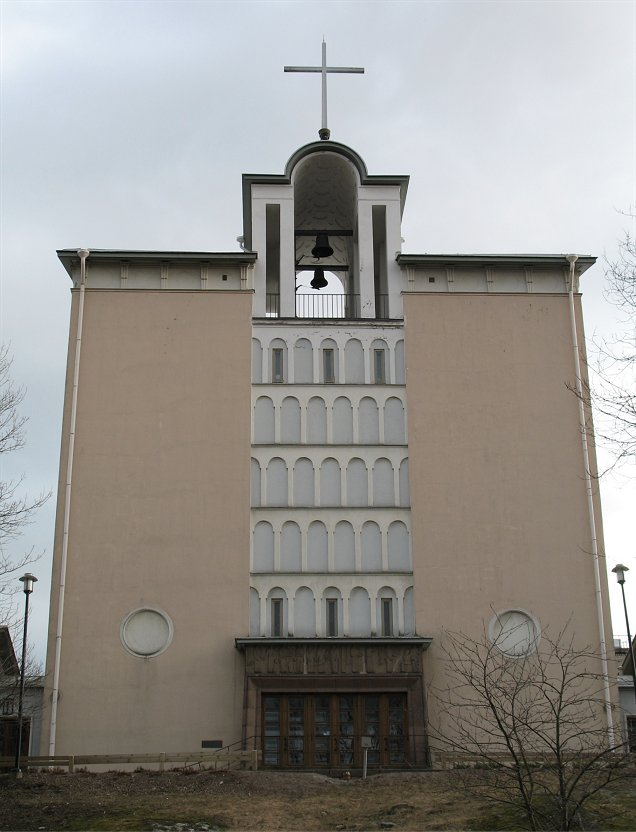
Die 1930 fertiggestellte Kirche in Taka-Töölö
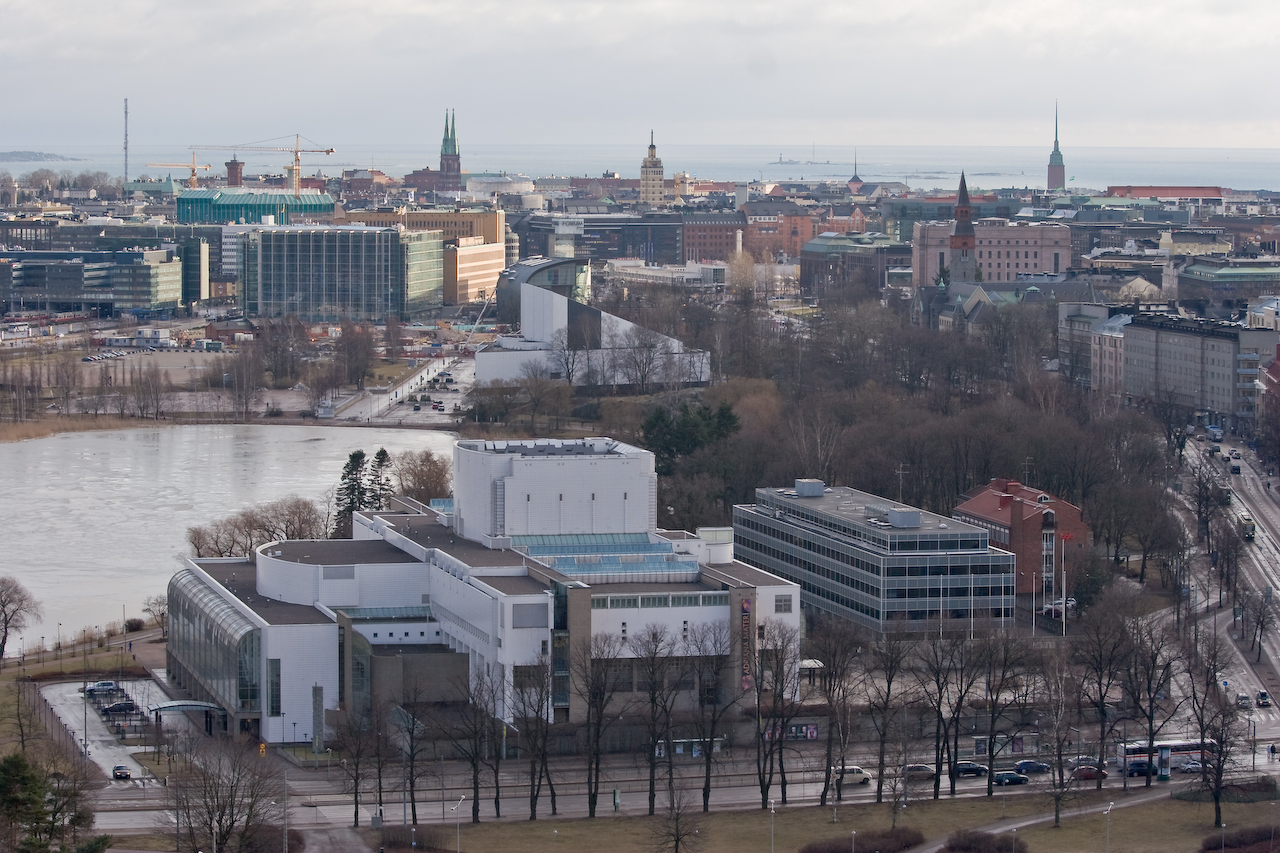
Die Finnische Nationaloper, dahinter die Stadtteile Kluuvi (links) und Etu-Töölö (rechts)
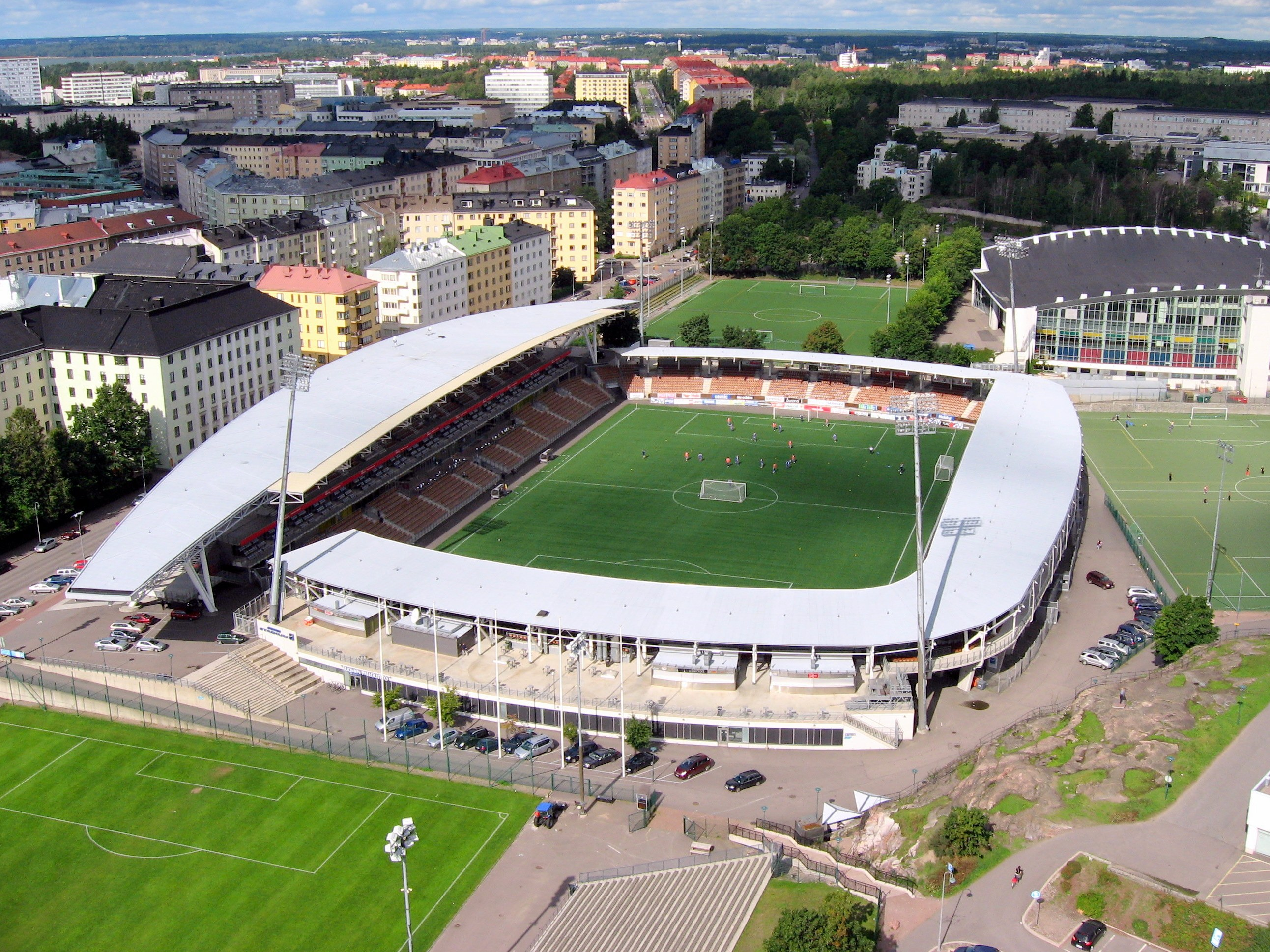
Das Sonera Stadium, links davon Taka-Töölö
Das Sibelius-Denkmal
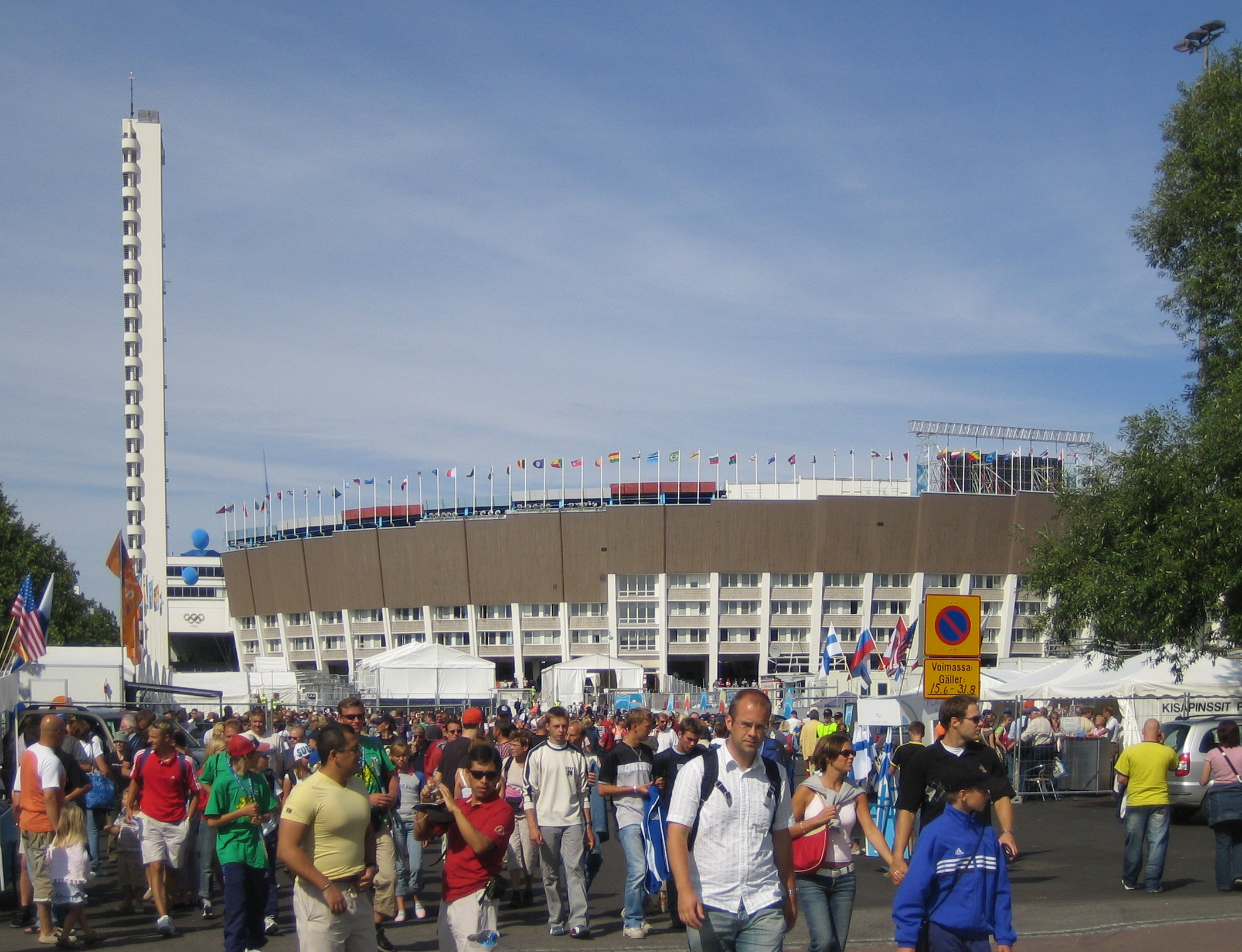
Olympiastadion Helsinki
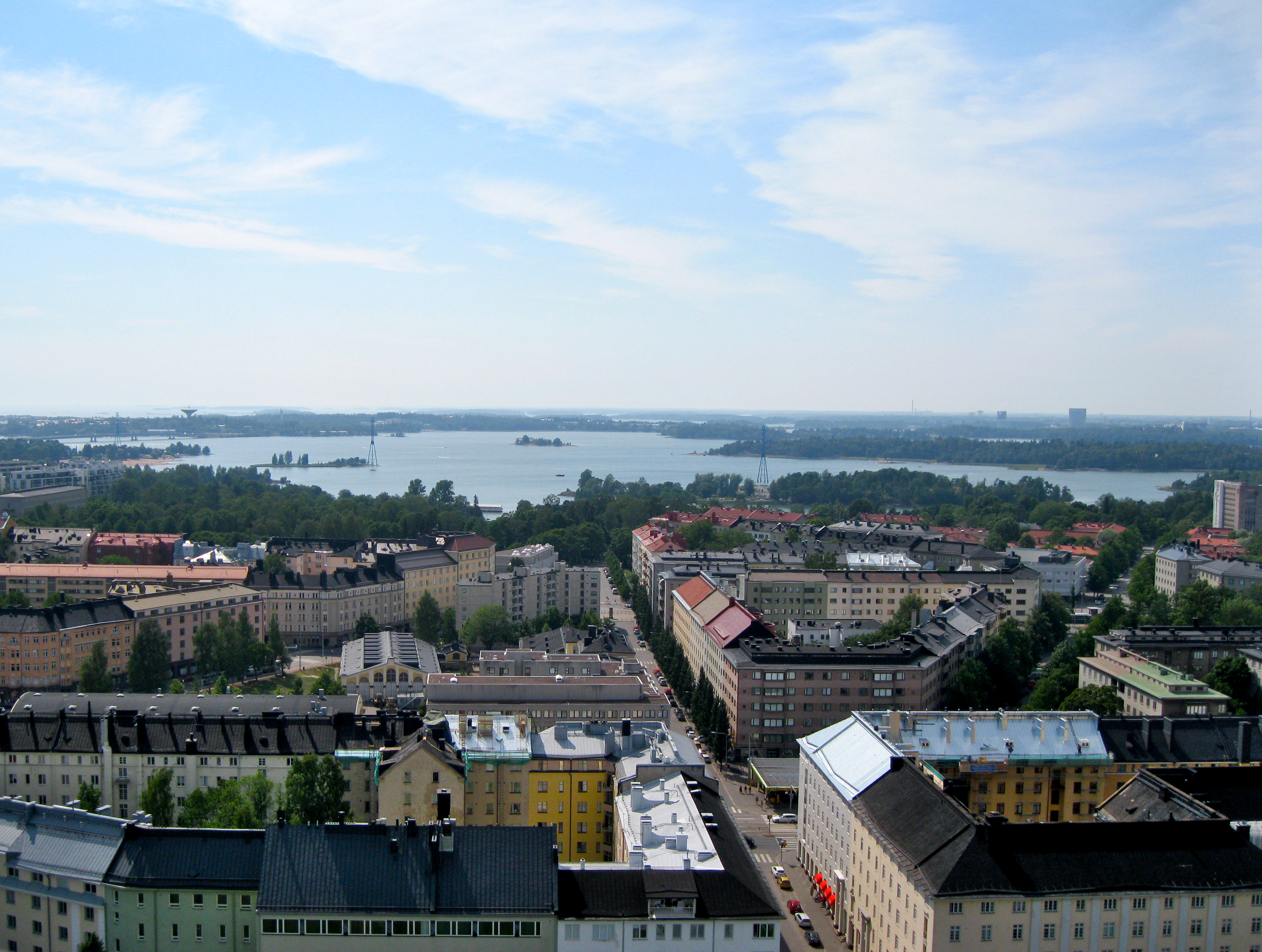
Blick vom Turm des Olympiastadions